# 린든 B. 존슨
린든 베인스 존슨(영어: Lyndon Baines Johnson, 1908년 8월 27일~1973년 1월 22일)은 미국의 36대 대통령이다. 그의 별명은 LBJ이다. 베트남 전쟁과 관련된 국외정책은 실패한 것으로 여겨지나, 인권향상을 비롯한 국내정책은 성공적이었다고 평가받는다.
민주당 대통령 후보 경선에서 케네디 후보에게 패배하였으나 케네디 정부의 부통령이 되었다. 그러던 1963년 대통령으로 재임하던 케네디가 피살되고 제36대 대통령직을 승계했으며, 1964년 선거에서 공화당의 배리 골드워터 후보를 꺾고 재선되었다.
그는 '위대한 사회’(Great Society) 건설을 주장하여 교육, 주택과 도시 개발, 교통, 환경보호주의, 이민 정책의 의안 제출권에 책임을 맡았으나, 베트남 전쟁에서는 사태의 심각화를 초래하였다. 또한 남부 출신의 지도자로서 흑인에 대한 차별을 없애야 한다고 주장하며, 인권운동 결의서를 세웠다. 1965년에는 흑인들이 투표할 권리를 얻을 법안을 청하여 투표권법을 승인시켰다.
하지만 베트남 전쟁이 장기화 되면서 국내에서 반전 운동이 일어나 인기를 잃게 되자, 1968년 두 번 이상 대통령 선거에 출마하지 않겠다는 발표를 하여 이듬해 임기 종료와 함께 퇴임했다.

## 어린 시절

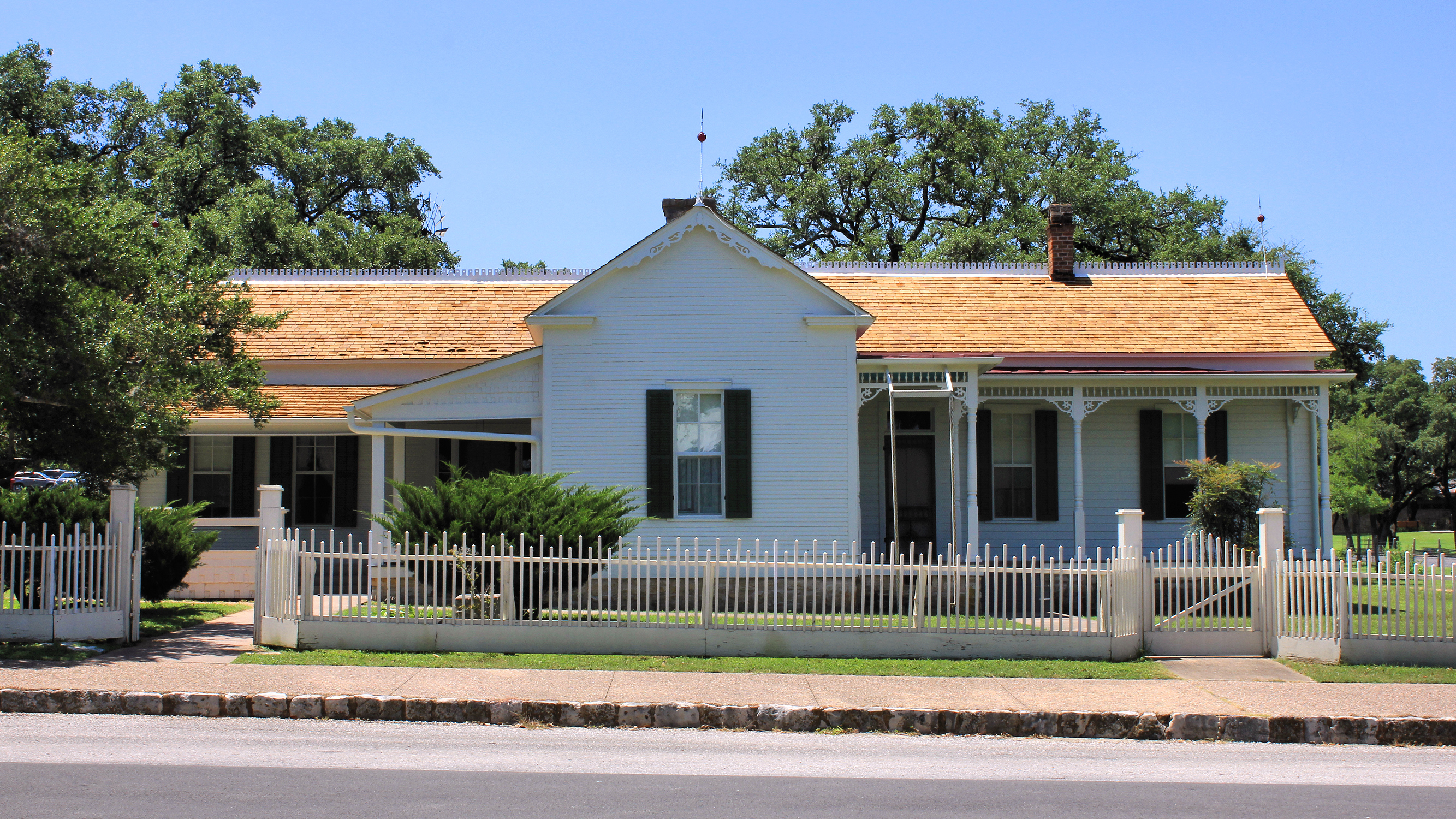
텍사스주 존슨시티에 있는 존슨의 어린 시절에 살던 집

텍사스주 스톤웰에서 태어난 존슨은 새뮤얼 일리 존슨 주니어와 리베카 베인스 존슨의 5명의 자녀 중 맏이였다. 농사를 짓고 목축을 하기로 알려진 존슨가는 남북 전쟁이 일어나기 전에 텍사스주에 정착하여 그 폐허 후에 존슨시티 근처에 있는 촌을 창립하였다. 텍사스주의 하원의원인 린든의 부친은 목축보다 정치에서 더 나은 성과를 보여 린든이 10대 초반이었을 때 가족의 농장을 잃기 전에 재정적 어려움들과 마주쳤다.
린든 존슨은 학교를 어렵게 다녔으나 1924년 존슨시티 고등학교를 졸업할 수 있었다. 그는 사우스웨스트 텍사스 티처스 칼리지(현재의 텍사스 주립 대학교)에 입학하여 토론과 캠퍼스의 정치들에 참가하였다. 1930년 졸업 후 그는 잠시 학교 교사를 지냈으나 그의 정치적 야망들이 이미 실현되었다. 1931년 존슨은 텍사스주의 민주당 의원 리처드 M. 클레버그에 입법적 비서관으로 임명을 이기고 워싱턴 D. C.로 배치되었다. 그는 빠르게 프랭클린 D. 루스벨트 대통령에 측근들을 포함한 의원, 신문 기자, 의안 부결 운동자와 친구들의 망상 조직을 지었다.

### 가족 관계
1934년 존슨은 "레이디 버드"로 알려진 클로디아 올타 테일러를 만났다. 클라우디아는 곧 존슨의 최고 측근이 되었다. 존슨이 1937년 의회를 위하여 나갈 때 그녀는 자금을 공급하는 데 적당한 상속을 이용하였고 몇년간 그의 사무실을 운영하였다. 그녀는 후에 라디오 방송국을, 그러고나서 존슨가를 부유하게 만든 텔레비전 방송국을 매입하였다. 부부는 두 딸 린다 버드 존슨 롭과 루시 베인스 존슨을 두었다.

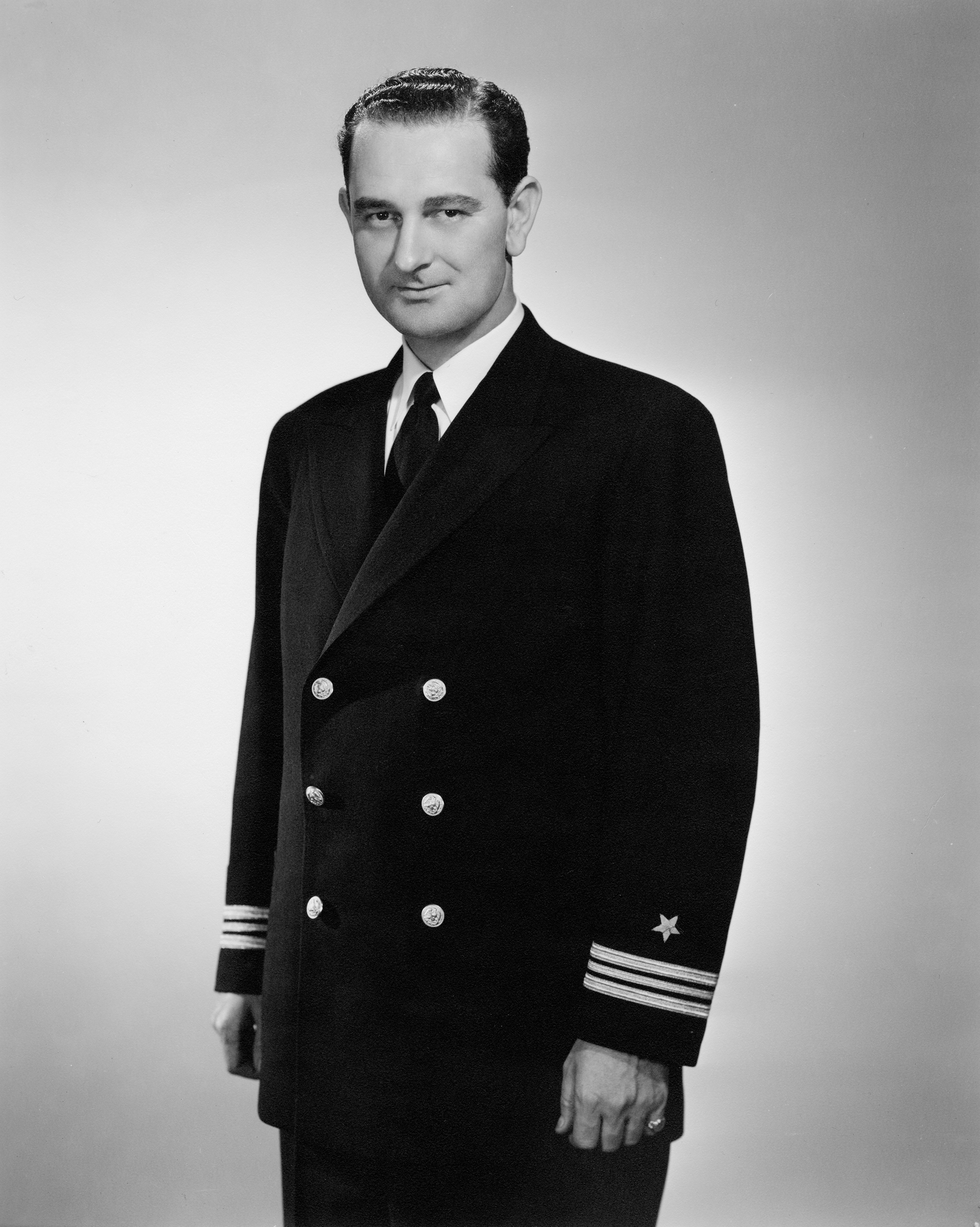
해군 장교 복장 차림의 존슨(1942년)

## 상원 지도력으로 오르며
1941년 12월 일본의 진주만 공격이 일어난 후, 루스벨트 대통령은 해군 소령으로서 미국 해군 예비 함대에서 임관 사령을 이기는 데 도움을 주었다. 존슨은 남태평양 순회에 복무하고 하나의 전투 임무를 날았다. 임무에 멀지 않아 존슨의 전투기는 기계적 어려움의 이유로 돌아오는 데 강요되었으나 그는 아직도 그의 참가로 인한 실버 스타를 받았다. 곧 후에 그는 워싱턴 D. C.에 자신의 입법적 임무들로 복귀하였다.
가깝고 논쟁적 선거에서 존슨은 1948년 텍사스주의 상원으로 선출되었다. 그는 빠르게 나가고 자신의 연결들과 함께 1953년 상원 역사상 최연소 소수 지도자가 되었다. 이듬해 민주당원들이 상원의 통치를 이기고 존슨은 다수 지도자가 되었다.
존슨은 자신의 동료 입법자들에 정보를 모으는데 기괴한 능력을 가졌고 정치적 논점들에 자신의 동료들이 어디에 서있는지를 알았다. 엄청난 설득력과 인상적인 출석과 함께 그는 자신의 생각하는 방향과 비슷한 정치적 제휴들과 상대들을 확신시키는 데 그들을 붙들고 긴 이야기를 할 수 있었다. 이어서 드와이트 D. 아이젠하워 대통령의 행정부 동안에 그는 법령의 다수에 이행을 얻을 수 있었다.

## 부통령 시절(1961~63)

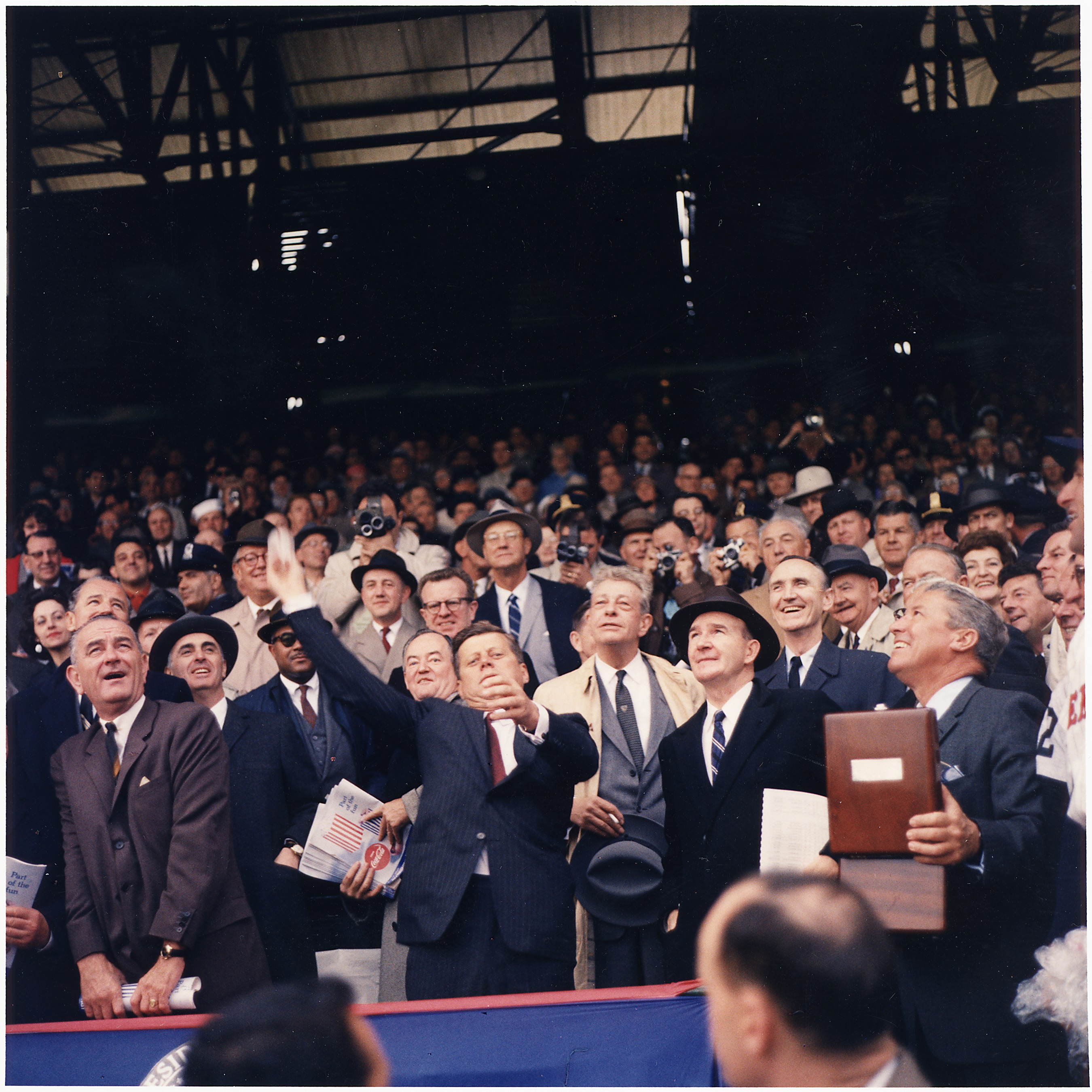
1961년 그리피스 스타디움에서 열린 프로 야구 시즌의 개막일에서. 존 F. 케네디 대통령이 첫 공을 던지며 존슨 부통령(왼쪽)과 휴버트 험프리도 보인다.

존슨은 1960년 백악관에 자신의 전망들을 세웠다. 하지만 그는 민주당 전당 대회에서 첫 대통령 후보자 결정 선거에 대통령 후보로 임명된 젊고 활기찬 매사추세츠주의 상원 존 F. 케네디에 의하여 압도되었다. 케네디는 대부분 존슨을 지지한 전통적 남부 민주당원들의 성원없이 그가 선출되지 못한 것을 알아차려 그에게 부통령 역할을 마련하였다. 존슨은 남부에서 연설을 하고 케네디/존슨 공천 후보가 공화당 후보 리처드 닉슨에 좁은 차이로 선거를 우승하였다.
부통령으로서 존슨은 우주 프로그램을 지휘하고, 핵무기 시험 금지 조약에 협상들을 감시하고 소수 민족들을 위한 동등한 기회 입법을 통하여 밀고 나가는 데 일하였다. 그는 또한 공산주의에 싸우는 도움을 주는 데 남베트남에 미국 군사 조언자들을 보내는 케네디의 결정을 강하게 후원하였다. 하지만 존슨은 전혀 권력 중추부의 측근 그룹에 있지 않았고 특히 입법적 논쟁들에 그의 부족한 영향력에 의하여 좌절되고 만다.

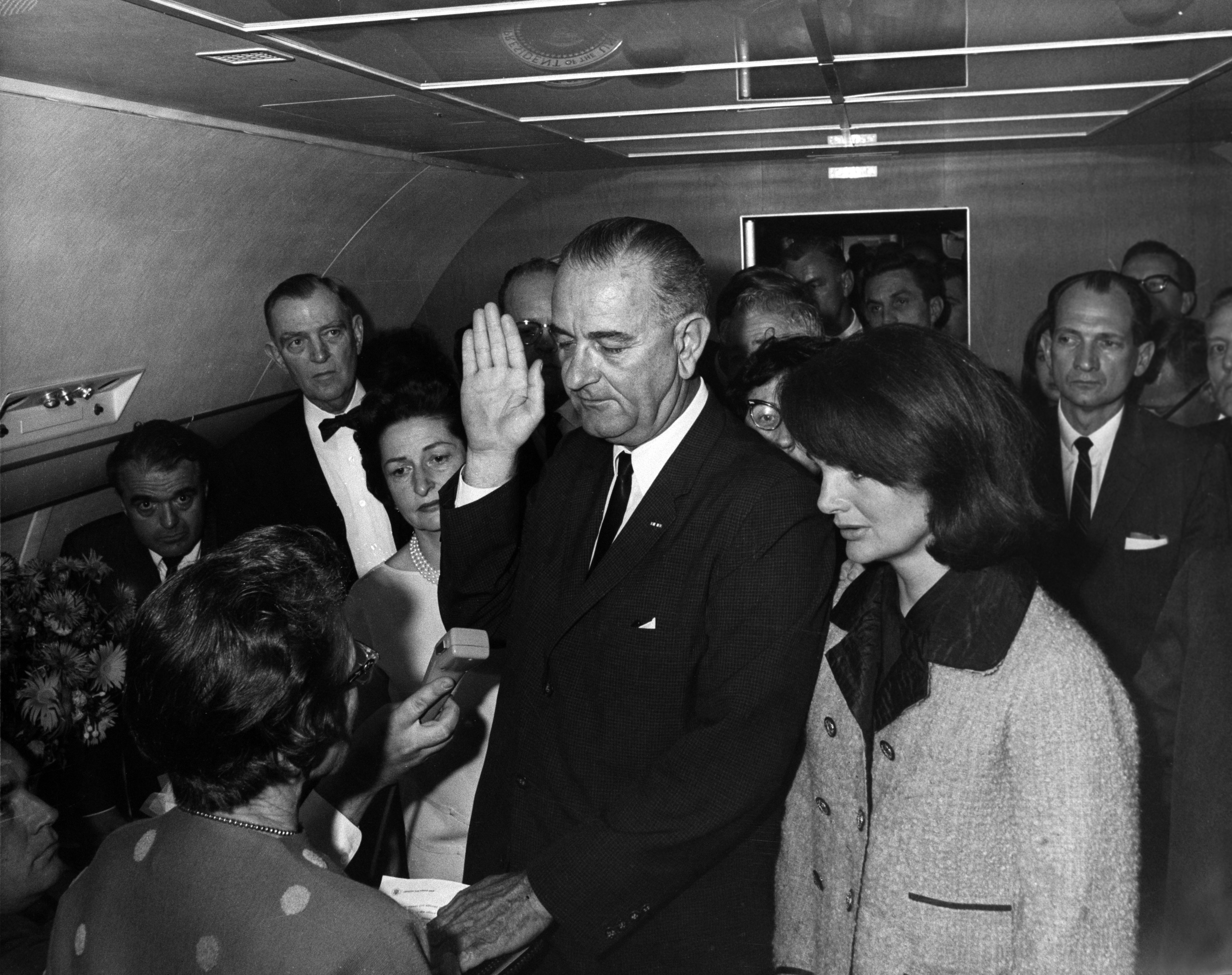
케네디 암살 사건 이후 에어 포스 원에서 재클린 케네디 여사가 보이면서 대통령으로 선서하는 존슨

## 대통령 재임(1963~69)
1963년 11월 22일 케네디 대통령이 텍사스주 댈러스에서 암살되었다. 존슨 부통령은 총소리가 들릴 때 케네디의 두차 뒤에 타고 있었다. 몇 시간 후에 존슨은 워싱턴 D. C.로 돌아가는 길에 에어 포스 원에서 36대 대통령으로 선서하였다. 다음해에 그는 사망한 대통령의 프로그램들을 양도하고 자신 소유의 몇몇에 의회를 통하여 밀고 나갔다.

1964년 미국 대통령 선거 결과를 보여주는 지도(파란색이 존슨, 분홍색이 배리 골드워터)

1964년 존슨은 애리조나주의 공화당 상원 배리 골드워터를 상대로 대통령 선거에 나갔다. 대중이 골드워터의 견고한 보수주의에 약간 흥미를 가지는 것 같이 보이면서 존슨은 압승하였고, 인기있는 투표의 61 퍼센트를 받아 미국 선거 역사상 가장 큰 차이였다. 존슨은 미국에서 빈곤과 동남아시아에서 공산주의를 싸우는 데 자신의 선거 위임을 이용하였다.

### 공민권법 시행
1964년 7월 2일 존슨 대통령은 남부 제주의 재통합기 이래 첫 효과적 민권 법률인 1964년 공민권법 시행에 서명하였다. 1954년 학교에서 인종적 분리가 비헌법적이라고 주장한 미국 대법원의 브라운 대 교육부 판례에 특정을 지은 결정과 마틴 루서 킹 주니어의 〈I have a dream〉유명한 연설과 케네디 대통령이 선거가 열리는 동안 공민권 법안의 통과를 자신의 연설의 일부로 만듬에 이어 공민권 운동이 추진력을 얻었다. 존슨은 부통령으로서 케네디의 동등 고용 기회 협회의 의장을 지냈고 케네디의 사망에 이어 법안을 통하여 보는 등불을 차지하였다.
입법은 고용과 교육에서 인종 차별을 금지하였고, 공공 장소들에서 인종적 분리를 무법으로 하여 1965년의 투표권법을 위하여 원칙을 놓았다. 공민권법 시행은 7월에 있던 장기적 토론 후에 하원과 상원을 통과시켰고 텔레비전으로 방영된 수백명의 내빈들과 함께 한 조인식에서 존슨 대통령에 의하여 서명되었다.

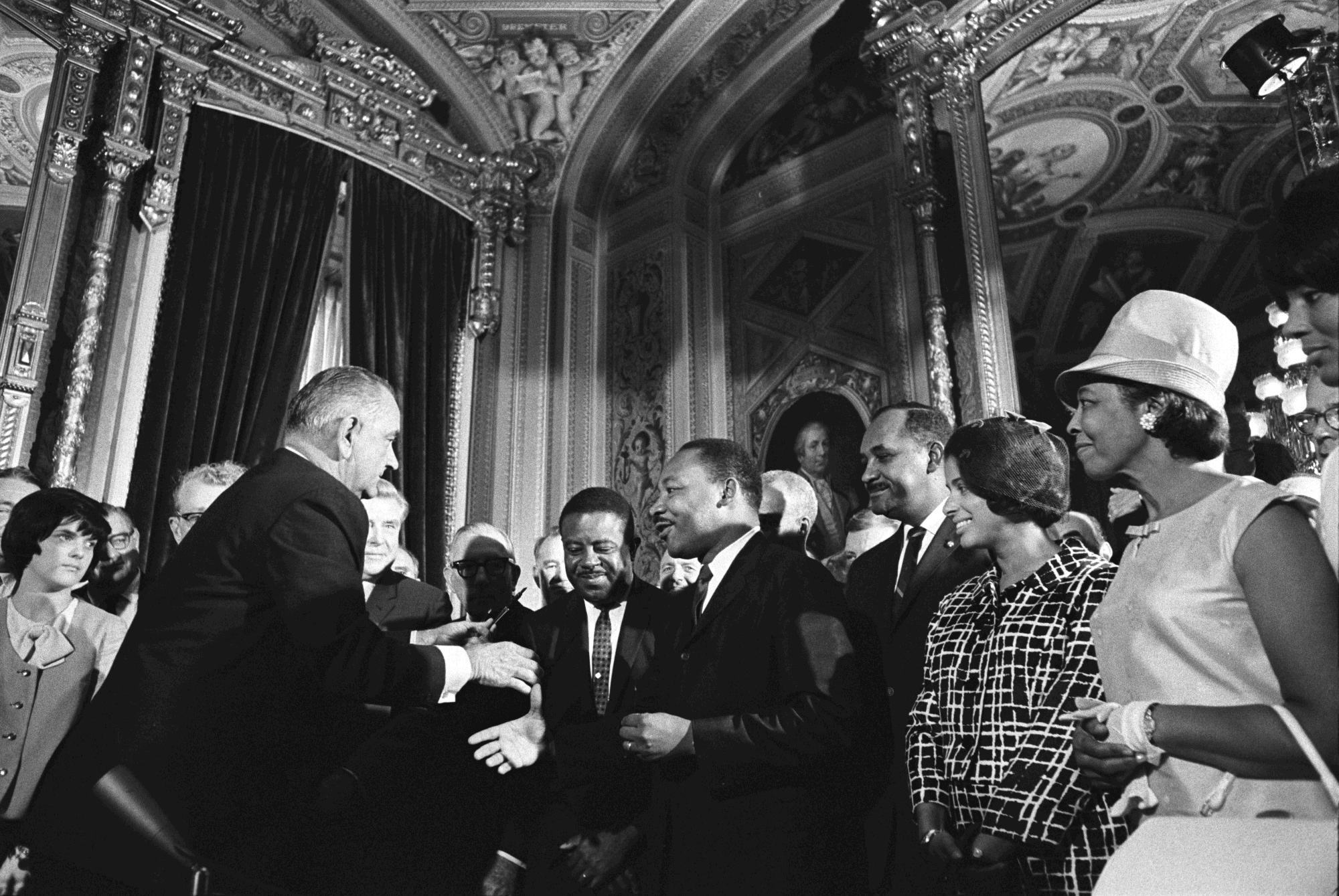
1965년 8월 6일 투표권법 서명식에서 마틴 루서 킹 주니어와 로자 파크스와 함께

### 위대한 사회 건설
1965년 존슨은 "위대한 사회"라는 야망적이고 광범위한 입법적 의사 일정을 추진하였다. 강한 2 당파의 성원과 함께 도시 개발, 교육, 예술과 환경보호를 옹호한 법안들의 기록들이 통과되었다.
위대한 사회의 입법은 다음을 포함한다 -
- 7월 미국의 노인들을 위한 건강 보험 프로그램 = 노인 의료보험 결의서

- 7월 낮은 수입의 주민들을 위하여 사회 보장법으로서 보건 프로그램 = 국민 의료 보장 제도

- 8월 미국 의회에 15번째 수정 조항 아래 아프리카계 미국인들이 투표하는 데 자신들의 권리를 실습하는 데 의미있게 넓혀진 법률 = 1965년 투표권법

- 1967년 11월 공공적 방송 회사의 설립

### 베트남 전쟁

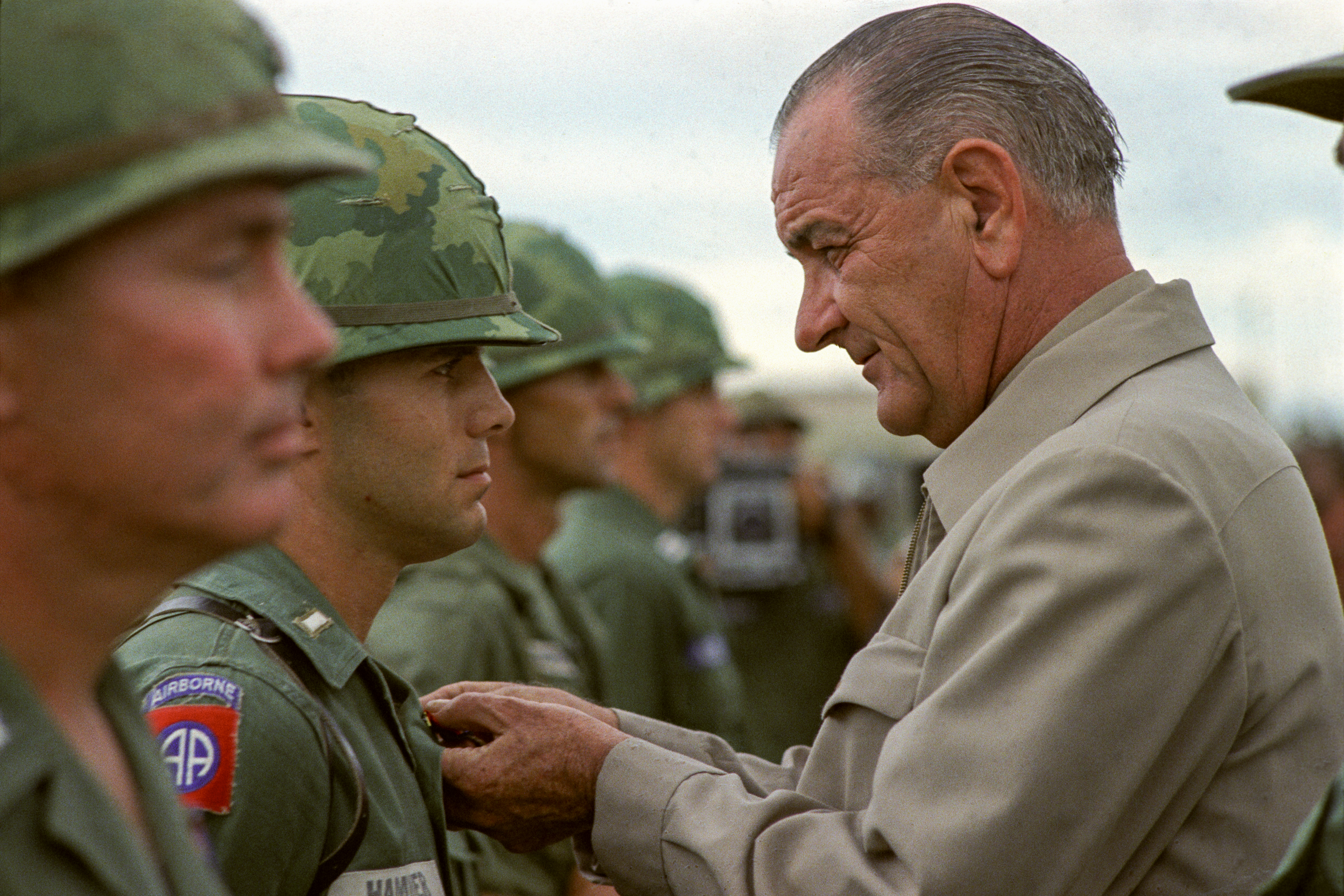
베트남 방문 중 미군에게 메달을 수여하는 존슨 대통령

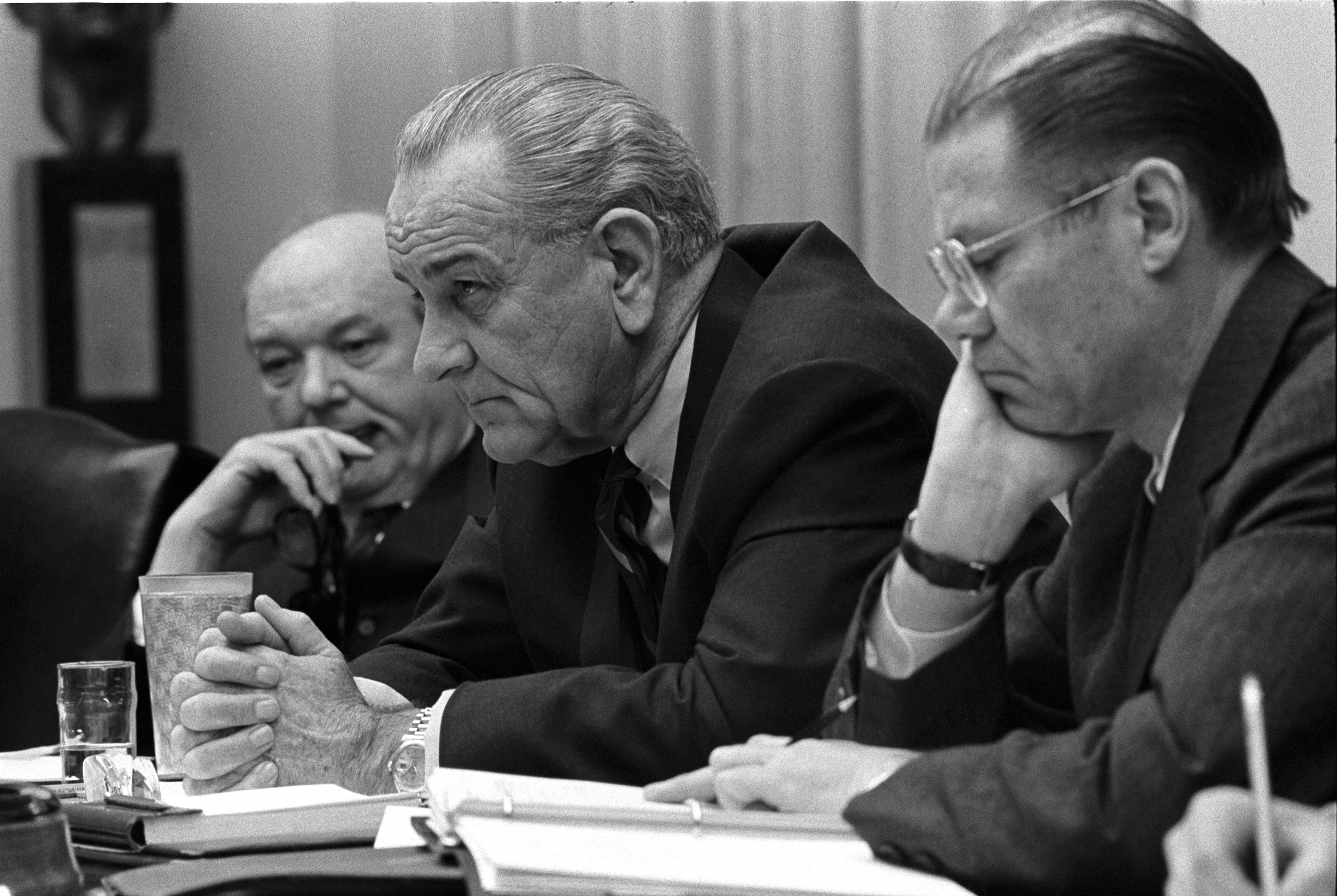
1968년 내각 회의에서(좌로부터 딘 러스크 국무장관, 존슨 대통령, 로버트 맥나마라 국방장관)

단계적으로 확대된 베트남 전쟁은 곧 존슨의 대통령 임기를 소멸시켰다. 대중매체에서 비판들은 그의 행정부의 존쟁을 다룸을 비난하였고, 반전 항의들이 대학 캠퍼스와 주요 도시들에서 일어났다. 1968년으로 봐서 50만명 이상의 미군들이 베트남에 있었고 끝난 것 같이 보이지가 않았다. 다음 선거 운동이 준비를 갖추면서 민주당원들은 4개의 요인들로 갈라져 당에 존슨의 위신이 떨어진 통치를 강조하였다.
3월 31일 존슨은 자신이 재선을 추구하지 않을 것을 공고하여 국가에 충격을 주었다. 짧은 시간 후, 그는 인종적, 종교적, 민족적과 성별적에 기초를 둔 주택의 판매, 임대와 투자에 차별을 금지한 1968년 공명 주택 법안의 통과와 함께 더 하나의 입법적 승리를 얻었다.
1969년 1월 존슨의 임기가 끝날 때 베트남에서 평화 회담들이 진행 중이었으나 미국이 완료적으로 전쟁으로 파괴된 국가에서 철수하기 전에 4년을 더 끌었다.

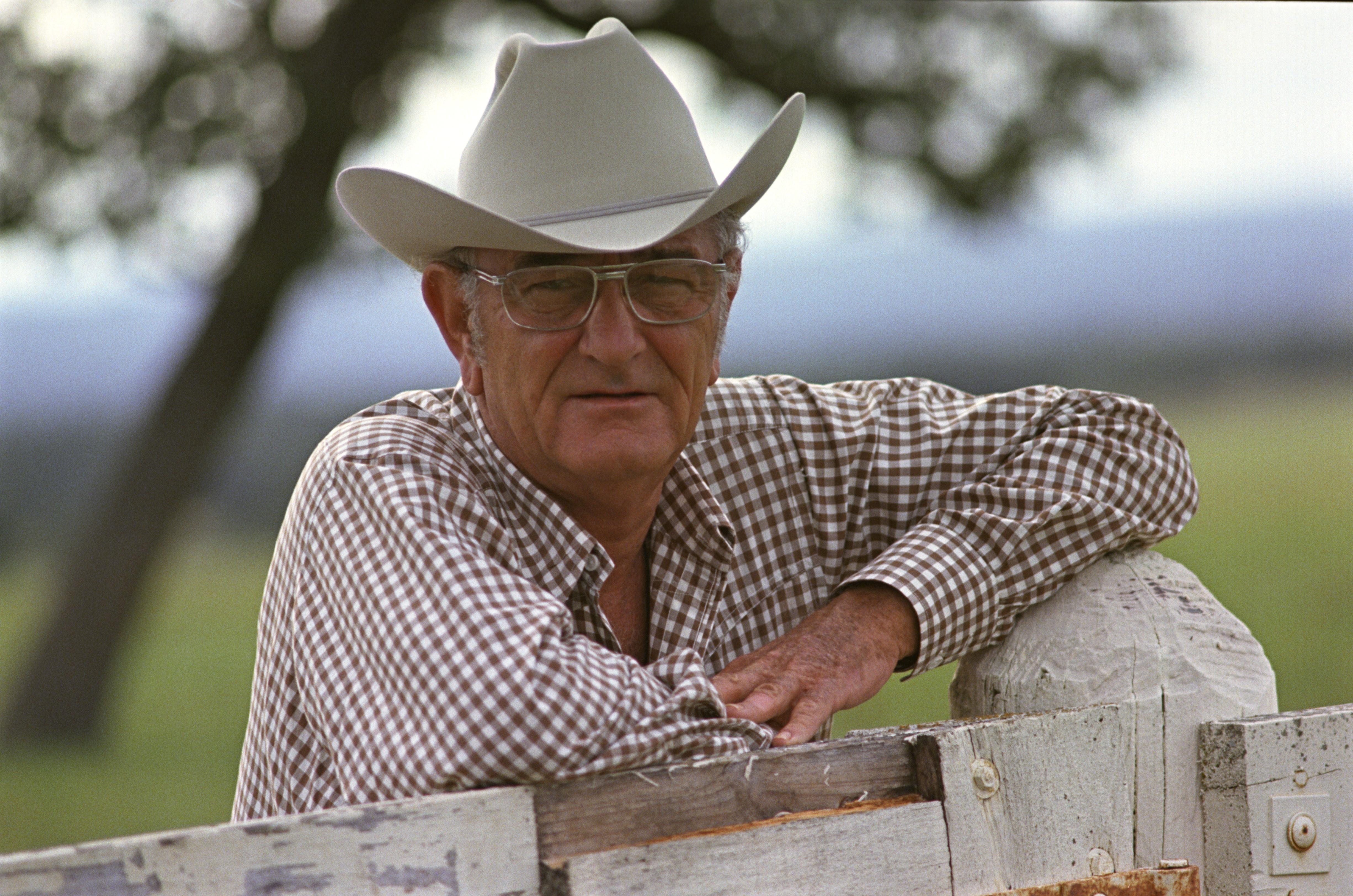
말년의 존슨

## 사망과 영예
존슨은 심근경색을 겪은 후, 자신의 텍사스주 대목장에서 1973년 1월 22일 64세의 나이로 사망하였다. 자신이 사망하기 하루 전에 그는 베트남에 평화가 가까이 왔다는 것을 알았다.
존슨은 자신의 입법적 성공, 전쟁으로 인한 국론 분열과 패전 등 공과가 뚜렷한 대통령으로 기억되고 있다. 그가 사망한 후 그의 생일은 텍사스주의 주립 공휴일이 되었다. 1980년 그는 대통령 자유 훈장과 함께 지미 카터 대통령에 의하여 사후에 명예를 얻었다.

## LBJ 도서관과 대목장

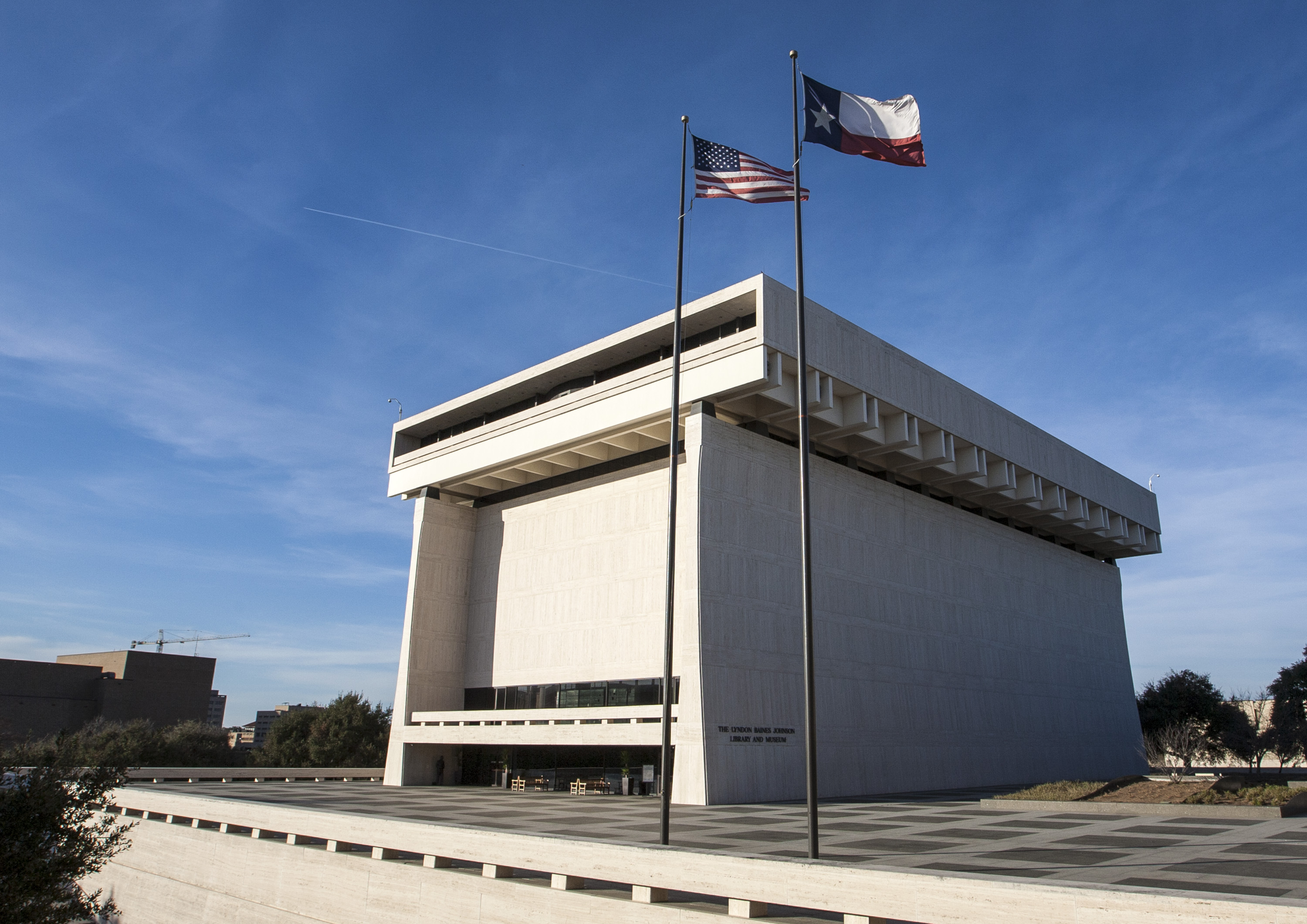
오스틴에 있는 LBJ 도서관

1971년 5월 22일 존슨 전 대통령은 텍사스주 오스틴에서 린든 베인스 존슨 도서관과 박물관을 봉납하였다. 존슨에 의하면 LBJ 대통령 도서관의 사회 구제 시설은 "도서관의 수집에서 역사적 유형물들을 보존하고 보호하며 그것들을 준비적으로 접근하기 쉽게 만들며, 관련된 전시물과 교육적 프로그램을 통하여 미국인들의 경험의 공공적 인식을 늘이고, 변화하는 세계의 도전들을 만나는 동안 지식적인 활동과 공동체 지도력을 위한 중심지로서 도서관의 지위를 창도하는 데 쓰인다고 언급되었다. 박물관은 대통령과 영부인에 의하여 소유되고 쓰이던 개인적 물건들, 역사적 문서들의 4천 5백만 페이지, 존슨 대통령의 정치 경력으로부터 6십 5만장의 사진들과 5천 시간의 녹음들은 물론 중동의 동전으로부터 대통령 집무실의 가구들까지 물건들의 특색을 이룬다.
LBJ 대목장은 2007년 그의 부인의 사망에 이어 존슨의 가족이 국립 공원 서비스로 기증한 텍사스주 존슨시티에서 국립 사적 공원이다. 대지는 존슨이 5세 때부터 26세 때 결혼할 때까지 살던 저택은 물론 가족의 도면에 그의 무덤을 포함한다.

## 같이 보기
- 린든 B. 존슨가
- 미국의 역사 (1945년~1964년)
- 미국의 역사 (1964년~1980년)
- 존슨 독트린
- 미국의 대통령 목록

## 역대 선거 결과
| 선거명        | 직책명                      | 대수 | 정당   | 득표율  | 득표수(선거인단)    | 결과 | 당락                   |
| ------------- | --------------------------- | ---- | ------ | ------- | ------------------- | ---- | ---------------------- |
| 1937년 재선거 | 하원의원(텍사스 제10선거구) | 75대 | 민주당 | 27.65%  | 8,280표             | 1위  | 텍사스주 하원의원 당선 |
| 1938년 선거   | 하원의원(텍사스 제10선거구) | 76대 | 민주당 | 100.00% | 14,476표            | 1위  | 텍사스주 하원의원 당선 |
| 1940년 선거   | 하원의원(텍사스 제10선거구) | 77대 | 민주당 | 100.00% | 48,442표            | 1위  | 텍사스주 하원의원 당선 |
| 1941년 재선거 | 상원의원(텍사스 제2부)      | 77대 | 민주당 | 30.26%  | 174,279표           | 2위  | 낙선                   |
| 1942년 선거   | 하원의원(텍사스 제10선거구) | 78대 | 민주당 | 100.00% | 12,799표            | 1위  | 텍사스주 하원의원 당선 |
| 1944년 선거   | 하원의원(텍사스 제10선거구) | 79대 | 민주당 | 92.87%  | 44,602표            | 1위  | 텍사스주 하원의원 당선 |
| 1946년 선거   | 하원의원(텍사스 제10선거구) | 80대 | 민주당 | 100.00% | 16,947표            | 1위  | 텍사스주 하원의원 당선 |
| 1948년 선거   | 상원의원(텍사스 제2부)      | 81대 | 민주당 | 66.22%  | 702,985표           | 1위  | 텍사스주 상원의원 당선 |
| 1954년 선거   | 상원의원(텍사스 제2부)      | 84대 | 민주당 | 84.59%  | 538,417표           | 1위  | 텍사스주 상원의원 당선 |
| 1960년 선거   | 상원의원(텍사스 제2부)      | 87대 | 민주당 | 57.98%  | 1,306,625표         | 1위  | 텍사스주 상원의원 당선 |
| 1960년 선거   | 미국의 부통령               | 37대 | 민주당 | 49.72%  | 34,226,731표(303명) | 1위  | 미국의 부통령 당선     |
| 1964년 선거   | 미국의 대통령               | 36대 | 민주당 | 61.05%  | 43,127,041표(486명) | 1위  |                        |